# Kapsa cerna
Kapsa cerna är en insektsart som beskrevs av Irena Dworakowska 1981. Kapsa cerna ingår i släktet Kapsa och familjen dvärgstritar.
Artens utbredningsområde är Sri Lanka. Inga underarter finns listade i Catalogue of Life.